# Markus Dewald

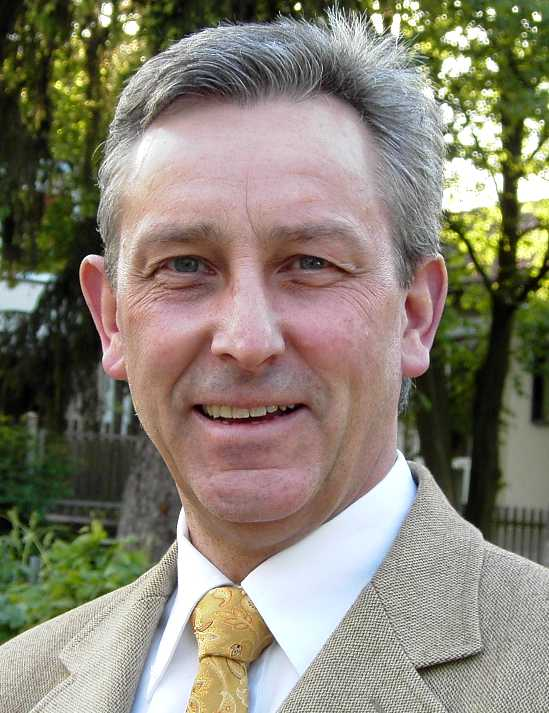
Markus Dewald (2010)

Markus Dewald (* 1952 in Neuhausen auf den Fildern) ist Oberstudienrat und promovierter Kulturwissenschaftler.
Nachdem er 1972 sein Abitur am Georgii-Gymnasium in Esslingen am Neckar bestanden hatte, absolvierte Markus Dewald bis 1974 seinen Wehrdienst und schlug eine Offizierslaufbahn ein. Von 1974 bis 1979 studierte er Geographie und Sportwissenschaften an der Eberhard-Karls-Universität in Tübingen. Dewald legte sein erstes Staatsexamen ab, absolvierte ein Referendariat und legte 1982 sein zweites Staatsexamen ab. Von 1997 bis 2000 folgte ein Promotionsstudium am Ludwig-Uhland-Institut für empirische Kulturwissenschaft und 2001 erlangte er den Doktor der Sozialwissenschaften in der Fakultät für Sozial- und Verhaltenswissenschaften mit dem Werk Die Zahl der Narren ist unendlich. Fastnacht in Neuhausen – Von der Dorffastnacht bis zur organisierten Narrenschau. Dewald ist aufgrund von Publikationen zur deutschen, europäischen, weltlichen und kirchlichen Festkultur bekannt. Seine geographischen und kulturwissenschaftlichen Reise- und Exkursionsschwerpunkte liegen in Italien, Slowenien, Kroatien, Frankreich und Spanien.
Seit 1982 ist er Lehrer für Geographie, Geologie,  und NWT am Paracelsus-Gymnasium-Hohenheim in Stuttgart.

## Veröffentlichungen
- als Herausgeber: Schlampe, Clown und Prinz Karneval. Zur Fastnacht und zur Neuhausener Fasnet. Eigenverlag, Neuhausen a. d. F. 1987.
- mit anderen: Streifzug durch die Jahrhunderte. Ein Wegweiser zur Kulturgeschichte und zu Kulturdenkmalen der Gemeinde Neuhausen. = Streifzug durch die Jahrhunderte Neuhausens. Arbeitsgemeinschaft Heimatforschung Neuhausen, Neuhausen a. d. F. 1988.
- Neuhausen in kartographischen Ansichten des sechzehnten bis neunzehnten Jahrhunderts. Arbeitsgemeinschaft Heimatforschung Neuhausen, Neuhausen a. d. F. 1991.
- mit anderen: Pfarrei und Kirche St. Petrus und Paulus Neuhausen a. d. F. (= Schriftenreihe zur Ortsgeschichte von Neuhausen a. d. F. Bd. 1, ZDB-ID 2287055-6). Arbeitsgemeinschaft Heimatforschung Neuhausen, Neuhausen a. d. F. 1997.
- Fastnacht ist heuer gehalten. Spätmittelalterliche und frühneuzeitliche Fastnachtskultur in Esslingen in motiv- und entwicklungsgeschichtlichen Zusammenhängen. In: Esslinger Studien. Bd. 38, 1999, ISSN 0425-3086, S. 33–54.
- Kunst und Kultur des Ochsensaales in Neuhausen/Fildern. In: Schwäbische Heimat. Bd. 50, 1999, ISSN 0342-7595, S. 485–489.
- Die Zahl der Narren ist unendlich. Fastnacht in Neuhausen. Von der Dorffastnacht bis zur organisierten Narrenschau. Tübingen 2001 (Tübingen, Universität, Dissertation, 2001)[1].
- Kelten – Kürbis – Kulte. Kleine Kulturgeschichte von Halloween. Thorbecke, Ostfildern 2002, ISBN 3-7995-0106-1.
- Wissenschaftliche Mitarbeit und Beiträge für: Sönke Lorenz (Hrsg.): Neuhausen auf den Fildern. Geschichte eines katholischen Dorfes (= Gemeinde im Wandel. Bd. 15). Markstein Verlag, Filderstadt 2003, ISBN 3-935129-11-4: Historische Gebäude in Neuhausen auf den Fildern und Brauchtum und Festkultur.
- Wissenschaftliche Mitarbeit und Beiträge für: Wolfgang Zimmermann (Hrsg.): Württembergisches Klosterbuch. Klöster, Stifte und Ordensgemeinschaften von den Anfängen bis in die Gegenwart. Thorbecke, Ostfildern 2003, ISBN 3-7995-0220-3.
- als Herausgeber: Der Festzug der Württemberger von 1841. Thorbecke, Ostfildern 2005, ISBN 3-7995-0160-6.
- Das Bedürfnis nach Erinnerung. Die Stuttgarter Jubiläumssäule. In: Schwäbische Heimat. Bd. 57, 2006, S. 401–404.
- Der Festzug der Württemberger von 1841. Feste und Feierlichkeiten in Esslingen und Stuttgart aus Anlass des 25-jährigen Regierungsjubiläums von König Wilhelm I. In: Esslinger Studien. Bd. 45, 2006, S. 141–182.
- Trend zum Event. Die neue Festkultur einer atemlos gelangweilten Gesellschaft. Thorbecke, Ostfildern 2008, ISBN 978-3-7995-0815-5.
- Nach der Natur gezeichnet und lithographiert. Das lithographische Werk Eberhard Emmingers (1803–1885). In: Ulm und Oberschwaben. Bd. 56, 2009, ISSN 0342-2364, S. 229–248.
- Die Welfensage, ein Historienspiel zur Fastnacht. vom Klosterdrama zum bürgerlichen Schauspiel. In: Ulm und Oberschwaben. Bd. 56, 2009, S. 161–182.
- Vom Klosterdrama zum bürgerlichen Schauspiel. Die Welfensage – ein Historienspiel zur Fastnacht, in: Schriften des Vereins für Geschichte des Bodensees und seiner Umgebung, 127. Jg. 2009, ISSN 0342-2070, S. 151–168 (Digitalisat)
- Wissenschaftliche Mitarbeit und Beiträge für: Abteilung Fachprogramme und Bildungsarbeit des Landesarchivs Baden-Württemberg: Der Landkreis Esslingen (= Baden-Württemberg – das Land in seinen Kreisen.). Herausgegeben vom Landesarchiv Baden-Württemberg in Verbindung mit dem Landkreis Esslingen. Thorbecke, Ostfildern 2009, ISBN 978-3-7995-0842-1.
- Markus Eberhard Aloys Emminger. Landschaftsmaler und Lithograph 1808-1885.- In: Lebensbilder aus Baden-Württemberg, Bd. 24, Stuttgart 2013, S. 171–195.
- Zahlreiche Feuilletonbeiträge zu kulturwissenschaftlichen Themen seit 2005.